# Hazel Green (Alabama)
Hazel Green è un census-designated place (CDP) degli Stati Uniti d'America situato nella contea di Madison dello Stato dell'Alabama.

## Geografia fisica
Hazel Green si trova nella parte settentrionale della Contea di Madison a 34°55′25″N 86°34′2″W (34,923712, -86,567206). Si trova a 15 miglia (24 km) a nord di Huntsville e alla stessa distanza a sud di Fayetteville, Tennessee. Hazel Green confina a sud con Meridianville e a sud-est con Moores Mill.
Secondo l'Ufficio del Censimento degli Stati Uniti, il CDP di Hazel Green ha una superficie totale di 10,0 miglia quadrate (26,0 km2), di cui 0,02 miglia quadrate (0,04 km2), o 0,13%, sono acqua. Il fiume Flint, un affluente che scorre verso sud del fiume Tennessee, corre lungo il bordo nord-est della comunità.